# فوئنتکانتس
فوئنتکانتس (به اسپانیایی: Fuentecantos) یک دهستان در اسپانیا است که در سریا واقع شده‌است.

## خصوصیات
فوئنتکانتس ۸ کیلومترمربع مساحت و ۵۵ نفر جمعیت دارد.